# Pico (IPR)
Pour les articles homonymes, voir Pico (homonymie).

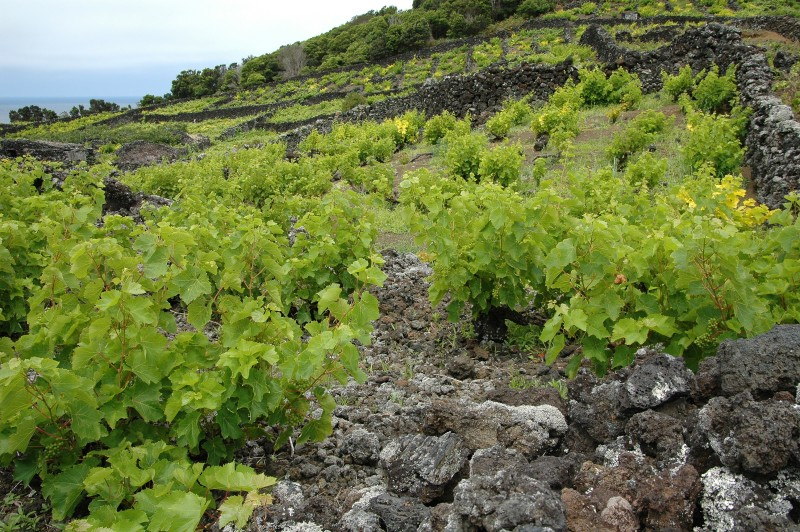
Les currais de l'île du Pico

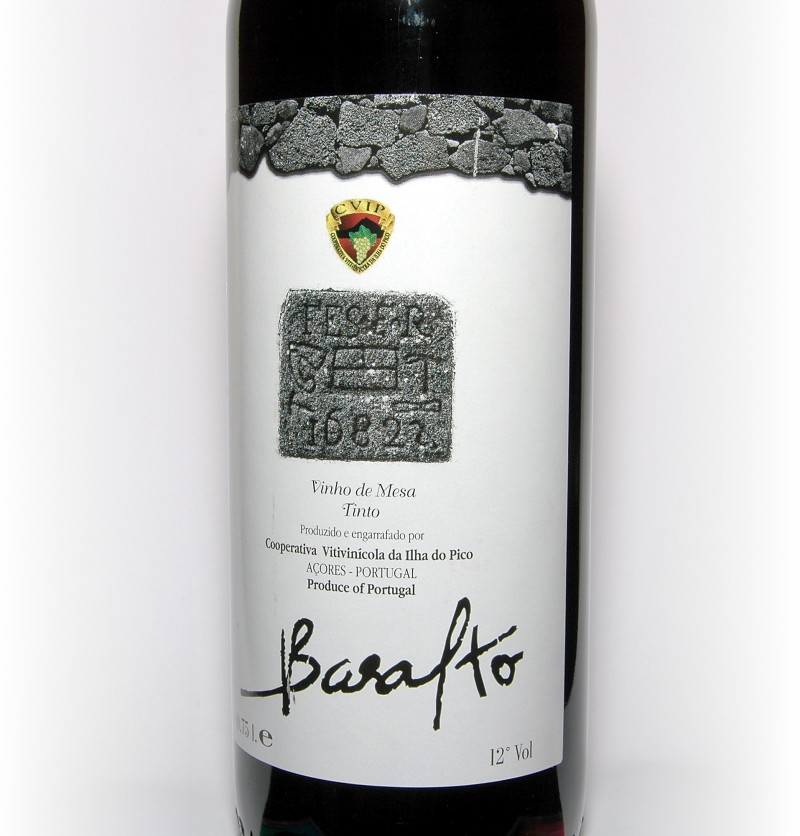
Vin de la coopérative vinicole du Pico

Le pico est un vin portugais avec Indicação de Proveniência Regulamentada (IPR)  dont le vignoble est situé sur l'île du Pico dans les Açores, dans le paysage viticole de l'île du Pico classé par l'Unesco en 2004.

## Histoire
L'appellation d'origine contrôlée Pico (IPR) est créée en 1994.

## Type de vin
La production de la région est principalement axée sur les vins doux naturels. 

## Encépagement
Ils sont élaborés avec les cépages : Arinto, Terrantez et Verdelho blanc.

## Méthodes culturales
Les vignes sont plantées dans des currais, petites parcelles contigües et rectangulaires de terre autour desquelles ont été construits des murets pour les protéger du vent et de l'eau de mer. Ce type de construction a été classé par l'UNESCO au Patrimoine Mondial de l'Humanité en 2004.